# Zie me graag (Clouseau)
Zie me graag is een nummer van de Belgische popgroep Clouseau uit 1995. Het is de vijfde single van hun zesde studioalbum Oker.
"Zie me graag" is een ballad die gaat over een jongen die smoorverliefd is op een meisje. Het nummer werd een hit in Vlaanderen, en haalde de 4e positie in de Vlaamse Ultratop 50. Ook in Nederland had het nummer succes, daar haalde het de 11e positie in de Nederlandse Top 40.